# Helmut Wlasak
Helmut Wlasak (* 26. März 1930 in Wien; † 22. November 2012 in Ampass) war ein österreichischer Kammerschauspieler, Opernregisseur und Theaterintendant.

## Leben
Helmut Wlasak bestand die Aufnahmeprüfung am Wiener Max Reinhardt Seminar nicht, wurde nach einer Ausbildung an der Schauspielschule Krauss dann doch Schauspieler u. a. am Theater in der Josefstadt, am Theater am Parkring, bei Stella Kadmons Theater der Moderne. Nach vierjährigem Engagement in Graz war er zusammen mit seiner Ehefrau, der Schauspielerin Sonja Höfer, ab 1956 am Tiroler Landestheater Innsbruck tätig.
Er war dort Schauspieler und Opernregisseur sowie Intendant des Tiroler Landestheaters von 1967 bis 1992. Er hat über 5.400 Vorstellungen gespielt und 203 Inszenierungen erarbeitet und geleitet. Er spielte in Filmproduktionen wie Verurteilt 1910 (1974) und Der Fall Jägerstätter (1971) mit. Er hat unter anderem die gesamte Bibel für eine Edition von 100 CDs eingelesen.
Helmut Wlasak wurde 1971 im Stift Klosterneuburg in den Ritterorden vom Heiligen Grab zu Jerusalem investiert und war zuletzt im Rang eines Großoffiziers.

## Auszeichnungen
- Träger des Ehrenzeichens des Landes Tirol
- Ehrenring der Stadt Innsbruck
- Komturkreuz des päpstlichen Silvesterordens
- Ehrenzeichen in Gold des Bistums Innsbruck
- Rupertusorden des Erzbistums Salzburg
- Ehrenbürger der Gemeinde Thiersee
- Verleihung des Professorentitels